# Monte Bedole (Gruppo di Brenta)
Il Monte Bedole o Monte Bedolè (2268 m s.l.m.) è un monte delle Dolomiti di Brenta nelle Alpi Retiche meridionali. Si trova nella catena orientale del Sottogruppo della Campa, in Val di Non, nel territorio del Parco naturale Adamello Brenta.

## Descrizione
La cima è situata nella parte meridionale della catena orientale della Campa. È un contrafforte secondario che si diparte da est dal Croz del Re (2505 m) e, assieme al Monte Rocca, racchiudono la Valle del Goslada.